# Loir
A Loir folyó Franciaország területén, a Sarthe bal oldali  mellékfolyója.

## Földrajzi adatok
Eure-et-Loir megyében a néhai Perche tartományban  ered , Chartres-tól 20 km-re délnyugatra és Tours-tól 15 km-re északra torkollik a Sarthe-ba. A hossza 317,4 km, vízgyűjtő területe 8294 km². Közepes vízhozama 32 m³ másodpercenként. 

## Megyék és városok a folyó mentén
- Eure-et-Loir: Illiers-Combray, Bonneval, Châteaudun, Cloyes-sur-le-Loir
- Loir-et-Cher: Vendôme
- Sarthe: La Flèche, Le Lude
- Maine-et-Loire

Mellékfolyói a Yerre, Ozanne, Braye, Aigre és Conie.